# Ordinär differentialekvation
En ordinär differentialekvation (eller ODE) är en ekvation för bestämning av en obekant funktion av en oberoende variabel där förutom funktionen en eller flera av funktionens derivator ingår.
Till exempel ger Newtons andra rörelselag differentialekvationen
{\displaystyle m{\frac {d^{2}x}{dt^{2}}}=F(x(t)),\,}
för rörelsen hos en partikel med massan m. Kraften F beror av partikelns position och därför finns den obekanta funktionen i differentialekvationens båda led.
Ordinära differentialekvationer bör skiljas från partiella differentialekvationer där det förekommer partiella derivator med avseende på flera oberoende variabler.
Ordinära differentialekvationer förekommer i många olika sammanhang såsom geometri, mekanik och astronomi. Många berömda matematiker har studerat differentialekvationer och bidragit till forskningsfältet, såsom Newton, Leibniz, flera i släkten Bernoulli, Riccati, Clairaut, d'Alembert och Euler.
Mycket arbete har lagts ned på att finna lösningsmetoder till ordinära differentialekvationer.
I fallet då ekvationen är linjär med konstanta koefficienter kan den lösas med analytiska metoder (med "papper och penna"). Många intressanta differentialekvationer är icke-linjära och kan i allmänhet inte lösas exakt. Genom datorberäkningar (numerisk analys) kan lösningarna beräknas approximativt och ofta med godtyckligt hög noggrannhet.

## Definition
En allmän ODE har formen
{\displaystyle F(x^{(n)},x^{(n-1)},\ldots ,x,t)=0},
för någon funktion {\displaystyle F}. Genom att låta {\displaystyle x} vara en vektorvärd funktion går det att täcka in system av differentialekvationer. {\displaystyle x} kan anta värden i allmänna Banachrum men här behandlas endast fallet då {\displaystyle x\in \mathbb {R} ^{n}}. 
Ekvationen används vanligen på normalform vilket innebär att den skrivs
{\displaystyle x^{(n)}=F(x^{(n-1)},\ldots ,x,t)\,}
En ekvation på normalform kan reduceras till en ekvation av första graden 
{\displaystyle u'=F(u,t)\,}
genom att sätta 
{\displaystyle u_{i}=x^{(i)}\,}.
Vanligtvis finns också ett begynnelsevärdesvillkor
{\displaystyle u(t_{0})=u_{0}\,}
Den obekanta funktionen {\displaystyle x} sägs vara den beroende variabeln och variabeln {\displaystyle t} den oberoende variabeln.

### Existens och entydighet
För att garantera existensen av lösningar till
{\displaystyle {\begin{matrix}u'&=&F(u,t)\\u(t_{0})&=&u_{0}\end{matrix}}}
i något intervall kring t0 räcker det att F är kontinuerlig.
För att lösningen ska vara entydig krävs det ytterligare villkor varav det mest använda är att F är Lipschitzkontinuerlig i den första variabeln. 

### Autonom ODE
En ODE är autonom om den oberoende variabeln inte förekommer explicit. Ekvationerna
{\displaystyle y'={\frac {dy}{dt}}=\cos(y)\,}
{\displaystyle y''+4y'+y=0\,}
är exempel på autonoma ODE:s.
Exempel på en icke-autonom ODE:
{\displaystyle y''+y+t=0\,}
där t är den oberoende variabeln.

### Linjär ODE
ODE:n
{\displaystyle F(y,y',y'',...,y^{(n)},t)\,}
är linjär om F är linjär med avseende på alla former av den beroende variabeln y, det vill säga alla
{\displaystyle y,y',y'',...,y^{(n)}\,}

### Homogen och inhomogen ODE
Om högerledet är noll är ODE:n homogen:
{\displaystyle F(y,y',y'',...,y^{(n)},t)=0\,}
där högerledet antas bestå av alla termer som endast beror av den oberoende variabeln. Om ODE:n inte är homogen kallas den inhomogen.
Lösningen till en inhomogen, linjär ekvation är summan av lösningarna till motsvarande homogena ekvation och den partikulära, alltså lösningen då högerledet är nollskilt:
{\displaystyle y=y_{h}+y_{p}}

## Ekvationer av 1:a ordningen

### Separabla ekvationer
Dessa är av formen
{\displaystyle \phi (x)dx=\psi (y)dy\,}
Ekvationen löses med direkt integration:
{\displaystyle \int \phi (x)dx=\int \psi (y)dy\,}

#### Exempel
{\displaystyle x\,dy+ny\,dx=0\,}
{\displaystyle {\frac {dy}{y}}=-n{\frac {dx}{x}}\,}
{\displaystyle \int {\frac {dy}{y}}=-n\int {\frac {dx}{x}}+C\,}
{\displaystyle C=\ln c\,}
{\displaystyle \ln |y|=-n\ln |x|+\ln(c)=\ln {\frac {c}{x^{n}}}\,}
{\displaystyle y={\frac {c}{x^{n}}}\,}

### Homogena ekvationer
Dessa kan skrivas
{\displaystyle y'=f\left({\frac {y}{x}}\right)\,}
Ekvationen kan lösas genom substitution:
{\displaystyle {\frac {y}{x}}=z;\quad dy=z\,dx+x\,dz\,}
{\displaystyle z+x{\frac {dz}{dx}}=f(z)\,}
{\displaystyle x{\frac {dz}{dx}}=f(z)-z\,}
{\displaystyle {\frac {dz}{f(z)-z}}={\frac {dx}{x}}\,}
Ekvationen är separabel och
{\displaystyle \int {\frac {dz}{f(z)-z}}=\ln |x|+C\,}

#### Exempel
{\displaystyle {\frac {dy}{dx}}={\frac {x+y}{x-y}},\quad z={\frac {y}{x}}\,}
{\displaystyle {\frac {dy}{dx}}={\frac {dz}{dx}}x+z,\quad {\frac {dz}{dx}}x+z={\frac {1+z}{1-z}}\,}
{\displaystyle {\frac {dz}{dx}}x={\frac {1+z^{2}}{1-z}},\quad {\frac {dz(1-z)}{1+z^{2}}}={\frac {dx}{x}}\,}
{\displaystyle \int {\frac {dz}{1+z^{2}}}-\int {\frac {z}{1+z^{2}}}dz=\int {\frac {1}{x}}dx+\ln c\,}
{\displaystyle \arctan z-{\frac {1}{2}}\ln |1+z^{2}|=\ln x+\ln c\,}
{\displaystyle \arctan z=\ln |cx{\sqrt {1+z^{2}}}|\,}, vilket efter återsubstitution av z ger
{\displaystyle \arctan {\frac {y}{x}}=\ln |c{\sqrt {x^{2}+y^{2}}}|\,}

### Linjära ekvationer
Linjära ekvationer är ekvationer av första graden i y och dess derivator:
{\displaystyle {\frac {dy}{dx}}+p(x)y+q(x)=0\,}
Först löses den homogena ekvationen
{\displaystyle {\frac {dy}{dx}}+p(x)y=0\,}
vilken är separabel:
{\displaystyle {\frac {dy}{y}}=-p(x)\,dx;\quad \log y=-\int {p(x)dx}+\log(c)\,}
{\displaystyle y=c\,e^{-\int {p(x)\,dx}}\,}
För att lösa den allmänna ekvationen, försöker man bestämma c som en funktion av x, så att
{\displaystyle c(x)e^{-\int {p(x)dx}}\,}
blir en lösning. Genom insättning fås
{\displaystyle c'(x)e^{-\int {p(x)dx}}+q(x)=0\,}
{\displaystyle c'(x)=-q(x)e^{\int {p(x)dx}}\,}
{\displaystyle c(x)=-\int {q(x)e^{\int {p(x)dx}}dx}+C\,}
{\displaystyle y=e^{-\int {p(x)dx}}\left[C-\int {q(x)e^{\int {p(x)dx}}}dx\right]\,}

#### Exempel
{\displaystyle {\frac {dy}{dx}}+a\,y=\sin bx\,}
{\displaystyle {\begin{aligned}y&=e^{-\int {a\,dx}}\left[C+\int {\sin bx\,e^{\int {a\,dx}}}dx\right]=e^{-a\,x}(C+\int {e^{a\,x}\sin bx\,dx)}=\\&=e^{-a\,x}\left[C+e^{a\,x}{\frac {a\sin bx-b\cos bx}{a^{2}+b^{2}}}\right]\end{aligned}}}

## Differentialekvationer av högre ordning
En ekvation av slaget
{\displaystyle {\frac {d^{n}y}{dx^{n}}}=f(x)\,}
löses genom att integreras n gånger:
{\displaystyle {\begin{aligned}y&=\int dx\int dx\dots \int {f(x)dx}+c_{1}x^{n-1}+c_{2}x^{n-2}+...+c_{n}\,=\\&=\int {(x-t)^{n-1}f(t)dt}+c_{1}x^{n-1}+c_{2}x^{n-2}+...+c_{n}\,\end{aligned}}}
Exempel:
{\displaystyle y''=\sin x\,dx\,}
{\displaystyle y'=\int {\sin x\,dx}+c_{1}=-\cos x+c_{1}\,}
{\displaystyle y=-\int {\cos x\,dx}+c_{1}x+c_{2}=-\sin x+c_{1}x+c_{2}\,}

### Linjära differentialekvationer
Ekvationen
{\displaystyle p_{0}(x)\,y^{(n)}+p_{1}(x)\,y^{(n-1)}+...+p_{n}(x)=\psi (x)\,}
är linjär då den obekanta funktionen och dess derivator uppträder linjärt. Om
{\displaystyle \psi (x)=0\,}
är ekvationen homogen, annars inhomogen eller fullständig.

### Linjära homogena differentialekvationer med konstanta koefficienter
Ekvationen
{\displaystyle a_{0}y^{(n)}+a_{1}y^{(n-1)}+...+a_{n-1}y+a_{n}=0\,}
där alla {\displaystyle a_{k}} är konstanter, löses med ansatsen
{\displaystyle y=e^{\lambda x}\,}
Genom insättning finner man att {\displaystyle \lambda } måste satisfiera karaktäristiska ekvationen:
{\displaystyle a_{0}\lambda ^{n}+a_{1}\lambda ^{n-1}+...+a_{n-1}\lambda +a_{n}=0\,}
vars lösning ger de n rötterna
{\displaystyle \lambda _{1},\lambda _{2},...,\lambda _{n}\,}
Om alla rötterna är olika blir den allmänna lösningen
{\displaystyle y=C_{1}e^{\lambda _{1}x}+C_{2}e^{\lambda _{2}x}+...+C_{n}e^{\lambda _{n}x}}
Finns det däremot multipelrötter, till exempel
{\displaystyle \lambda _{1}=\lambda _{2}=...=\lambda _{v};\,\lambda _{v+1}=\lambda _{v+2}=...=\lambda _{v+u};\,...\,}
blir den allmänna lösningen
{\displaystyle {\begin{aligned}y=&(C_{1}+C_{2}x+...+C_{v}x^{v-1})e^{\lambda _{1}x}+\\&(C_{v+1}+C_{v+2}x+...+C_{v+u}x^{u-1})e^{\lambda _{v+1}x}+...\end{aligned}}}
Rötterna till karaktäristiska ekvationen kan naturligtvis vara komplexa, men om dess koefficienter är reella, blir rötterna parvis konjugerat komplexa. Det är då lämpligt att införa trigonometriska funktioner.
Exempel:
Om
{\displaystyle \lambda _{1}=p+iq;\quad \lambda _{2}=p-iq}
så fås
{\displaystyle {\begin{aligned}C_{1}e^{\lambda _{1}x}+C_{2}e^{\lambda _{2}x}&=e^{px}(C_{1}+C_{2})\cos qx+ie^{px}(C_{1}-C_{2})\sin qx=\\&=c_{1}e^{px}+c_{2}e^{px}\sin qx=c_{3}e^{px}\sin(qx+c_{4})\,\end{aligned}}}
där c3 och c4 är godtyckliga konstanter.

### Linjära, fullständiga differentialekvationer med konstanta koefficienter
Den fullständiga lösningen är summan av lösningen till den homogena ekvationen
{\displaystyle a_{0}y^{(n)}+a_{1}y^{(n-1)}+...+a_{n-1}y+a_{n}=0\,}
och den partikulära lösningen, det vill säga lösningen till
{\displaystyle a_{0}y^{n}+a_{1}y^{n-1}+...+a_{n-1}y+a_{n}=\psi (x)\,}
Först bestäms den homogena lösningen, till exempel som
{\displaystyle C_{1}y_{1}+C_{2}y_{2}+...+C_{n}y_{n}\,}

#### Variation av konstanten
För att få lösningen till den fullständiga ekvationen antar man att {\displaystyle C_{1},C_{2},...C_{n}} är funktioner av x och försöker bestämma dessa genom insättningar. y är en lösning om följande ekvationssystem är satisfierat:
{\displaystyle {\begin{cases}C_{1}'y_{1}+C_{2}'y_{2}+...+C_{n}'y_{n}&=0\\C_{1}'y_{1}'+C_{2}'y_{2}'+...+C_{n}'y_{n}'&=0\\\vdots \\C_{1}'y_{1}^{(n-1)}+C_{2}'y_{2}^{(n-1)}+...+C_{n}'y_{n}^{(n-1)}&={\frac {\psi (x)}{a_{0}}}\end{cases}}}
Systemet löses för {\displaystyle C_{1}',C_{2}',...,C_{n}'\,} och {\displaystyle C_{1},C_{2},...,C_{n}\,} bestäms genom integrering.
Exempel:
{\displaystyle y''+y=\sin(x)\,}
Karaktäristiska ekvationen blir
{\displaystyle \lambda ^{2}+1=0,\quad \lambda =\pm i\,}
och den homogena lösningen blir därmed
{\displaystyle y=C_{1}\sin x+C_{2}\cos x\,}
Variera {\displaystyle C_{1}} och {\displaystyle C_{2}}:
{\displaystyle {\begin{cases}C_{1}'\sin x+C_{2}'\cos x&=0\\C_{1}'\cos x-C_{2}'\sin x&=\sin x\\\end{cases}}\Rightarrow }
{\displaystyle C_{1}'=\sin x\cos x,\quad C_{2}'=-\sin ^{2}x\,}
{\displaystyle {\begin{aligned}y&=\left(-{\frac {\cos 2x}{4}}+c_{1}\right)\sin x+\left({\frac {\sin 2x}{4}}-{\frac {x}{2}}+c_{2}\right)\cos x=\\&=\left({\frac {1}{4}}+c_{1}\right)\sin x+\left(c_{2}-{\frac {x}{2}}\right)\cos x\,\end{aligned}}}

#### Ansatser
En ofta använd och bekväm metod är att bestämma den partikulära lösningen med en ansats, det vill säga, sätta upp ett uttryck för lösningen, där vissa obestämda element ingår och sedan bestämma dessa genom insättning.
- {\displaystyle {\boldsymbol {\psi (x)}}=a_{0}x^{m}+a_{1}x^{m-1}+...+a_{m}}

Om {\displaystyle \psi (x)\ } är ett polynom
{\displaystyle \psi (x)=a_{0}x^{m}+a_{1}x^{m-1}+...+a_{m},\quad (a_{m}\neq 0)\,}
görs ansatsen i form av ett polynom av grad m. Är
{\displaystyle a_{n}=a_{n-1}=a_{n-p}=0\,}
görs först substitutionen
{\displaystyle {\frac {d^{p}y}{dx^{p}}}=z\,}
i differentialekvationen.
- {\displaystyle {\boldsymbol {\psi (x)}}=A\cos a\,x+B\sin a\,x}

Ansatsen är
{\displaystyle y=H\cos ax+K\sin ax\,}
om {\displaystyle \pm ai} inte är en rot till den karaktäristiska ekvationen. Är :ansatsen {\displaystyle \pm ai} en r-faldig rot, görs ansatsen
{\displaystyle y=Hx^{r}\cos ax+Kx^{r}\sin ax}.
- {\displaystyle {\boldsymbol {\psi (x)}}=Ae^{k\,x}}

Om högerledet är en exponentialekvation
{\displaystyle Ae^{k\,x}}
och k ej är en rot till den karaktäristiska ekvationen, görs ansatsen
{\displaystyle y=He^{kx}\,}
Har den karaktäristiska ekvationen k som r-faldig rot, blir ansatsen
{\displaystyle Hx^{r}e^{kx}\,}

#### Exempel
Lös ekvationen
{\displaystyle y''+3y'+2y=x^{3}-4x+1\,}
Lösningen till den homogena ekvationen är
{\displaystyle y=C_{1}e^{-2x}+C_{2}e^{-x}\,}
Gör ansatsen
{\displaystyle y=ax^{3}+bx^{2}+cx+d\,}
Sätt in denna funktion i differentialekvationen och jämför de olika x-potenserna. Då fås
{\displaystyle {\begin{cases}2a=1\\9a+2b=0\\6a+6b+2c=-4\\2b+3c+2d=1\\\end{cases}}}
eller
{\displaystyle a={\frac {1}{2}},\quad b=-{\frac {9}{4}},\quad c={\frac {13}{4}},\quad d=-{\frac {17}{8}}\,}
Den partikulära lösningen blir
{\displaystyle y={\frac {1}{2}}x^{3}-{\frac {9}{4}}x^{2}+{\frac {13}{4}}x-{\frac {17}{8}}\,}
Allmänna lösningen till den fullständiga ekvationen är alltså
{\displaystyle y=C_{1}e^{-2x}+C_{2}e^{-x}+{\frac {1}{2}}x^{3}-{\frac {9}{4}}x^{2}+{\frac {13}{4}}x-{\frac {17}{8}}\,}

## System av ordinära differentialekvationer
Systemet
{\displaystyle {\begin{cases}{\frac {dy_{1}}{dx}}+a_{11}y_{1}+a_{12}y_{2}+...+a_{1n}y_{n}&=0\\{\frac {dy_{2}}{dx}}+a_{21}y_{1}+a_{22}y_{2}+...+a_{2n}y_{n}&=0\\\vdots \\{\frac {dy_{n}}{dx}}+a_{n1}y_{1}+a_{n2}y_{2}+...+a_{nn}y_{n}&=0\\\end{cases}}}
De sökta funktionerna är
{\displaystyle y_{1},y_{2},...,y_{n}\,}
och koefficienterna
{\displaystyle a_{11},a_{12},...,a_{nn}\,}
är funktioner av den oberoende variabeln x.
Detta system har många egenskaper gemensamma med de linjära homogena differentialekvationerna. Man får på samma sätt lösningen till det fullständiga systemet, det vill säga då högerleden är funktioner
{\displaystyle \psi _{1}(x),\psi _{2}(x),...,\psi _{n}(x)\,}
av den oberoende variabeln, genom att till lösningen av det homogena systemet addera en speciell lösning till det fullständiga systemet.
Man kan också använda metoden med variation av koefficienterena.

### System med konstanta koefficienter
För korthets skull behandlas här endast system med tre obekanta funktioner.
{\displaystyle {\begin{cases}y_{1}'+a_{11}y_{1}+a_{12}y_{2}+a_{13}y_{3}&=0\\y_{2}'+a_{21}y_{1}+a_{22}y_{2}+a_{23}y_{3}&=0\\y_{3}'+a_{31}y_{1}+a_{32}y_{2}+a_{33}y_{3}&=0\\\end{cases}}}
Man gör ansatsen
{\displaystyle y_{1}=\alpha _{1}e^{\lambda x},y_{2}=\alpha _{2}e^{\lambda x},y_{3}=\alpha _{3}e^{\lambda x}\,}
Då fås följande villkor:
{\displaystyle {\begin{cases}(a_{11}+\lambda )\alpha _{1}+a_{12}\alpha _{2}+a_{13}\alpha _{3}&=0\\a_{21}\alpha _{1}+(a_{22}+\lambda )\alpha _{2}+a_{23}\alpha _{3}&=0\\a_{31}\alpha _{1}+a_{32}\alpha _{2}+(a_{33}+\lambda )\alpha _{3}&=0\\\end{cases}}}
För lösbarhet fordras
{\displaystyle {\begin{vmatrix}a_{11}+\lambda &a_{12}&a_{13}\\a_{21}&a_{22}+\lambda &a_{23}\\a_{31}&a_{32}&a_{33}+\lambda \end{vmatrix}}=0}
Evaluering av determinanten ger 3 {\displaystyle \lambda }-värden,
{\displaystyle \lambda _{1},\lambda _{2},\lambda _{3}\,}
som för enkelhets skull antas vara olika. Till vart och ett av dessa bestäms motsvarande {\displaystyle \alpha }-värden:
{\displaystyle \alpha _{11},\alpha _{12},\alpha _{13};\quad \alpha _{21},\alpha _{22},\alpha _{23};\quad \alpha _{31},\alpha _{32},\alpha _{33};\,}
I var och en av dessa tre grupper kan ett värde väljas godtyckligt, till exempel
{\displaystyle \alpha _{12}=1;\quad \alpha _{22}=1;\quad \alpha _{32}=1;\,}
Allmänna lösningen blir
{\displaystyle {\begin{cases}y_{1}=C_{1}\alpha _{11}e^{\lambda _{1}x}+C_{2}\alpha _{21}e^{\lambda _{2}x}+C_{3}\alpha _{31}e^{\lambda _{3}x}\\y_{2}=C_{1}\alpha _{12}e^{\lambda _{1}x}+C_{2}\alpha _{22}e^{\lambda _{2}x}+C_{3}\alpha _{32}e^{\lambda _{3}x}\\y_{3}=C_{1}\alpha _{13}e^{\lambda _{1}x}+C_{2}\alpha _{23}e^{\lambda _{2}x}+C_{3}\alpha _{33}e^{\lambda _{3}x}\\\end{cases}}}
där
{\displaystyle C_{1},C_{2},C_{3}\,}
är godtyckliga konstanter.

### Exempel
Lös systemet
{\displaystyle {\begin{cases}y_{1}'-y_{1}-2y_{2}+y_{3}&=0\\y_{2}'+y_{1}-2y_{2}-y_{3}&=0\\y_{3}'-y_{1}-3y_{2}+2y_{3}&=0\end{cases}}}
Determinanten blir
{\displaystyle {\begin{vmatrix}-1+\lambda &-2&1\\1&-2+\lambda &-1\\-1&-3&2+\lambda \end{vmatrix}}=0}
med rötterna
{\displaystyle \lambda _{1}=1,\quad \lambda _{2}=2,\quad \lambda _{3}=-2\,}
vilket ger
{\displaystyle \alpha _{11}=3,\alpha _{12}=1,\alpha _{13}=2;\,}
{\displaystyle \alpha _{21}=1,\alpha _{22}=1,\alpha _{23}=1;\,}
{\displaystyle \alpha _{31}=-3,\alpha _{32}=1,\alpha _{33}=-7;\,}
Lösningen blir
{\displaystyle {\begin{cases}y_{1}=3C_{1}e^{x}+C_{2}e^{2x}-3C_{3}e^{-2x}\\y_{2}=C_{1}e^{x}+C_{2}e^{2x}+C_{3}e^{-2x}\\y_{3}=2C_{1}e^{x}+C_{2}e^{2x}-7C_{3}e^{-2x}\\\end{cases}}}